# Giardino delle vie Aicardo, Boeri, Giovanni da Cermenate e piazza Caduti del Lavoro
Il giardino delle vie Aicardo, Boeri, Giovanni da Cermenate e piazza Caduti del Lavoro è un'area verde di Milano, sita nella zona meridionale della città. Il giardino, progettato dall'ufficio tecnico comunale, fu aperto al pubblico nel 1984 e ha una superficie di 29 900 m².